# Acanthops royi
Acanthops royi är en bönsyrseart som beskrevs av Atilio Lombardo och Ippolito 2004. Acanthops royi ingår i släktet Acanthops och familjen Acanthopidae. Inga underarter finns listade i Catalogue of Life.